# Rewitalizacja językowa
Rewitalizacja językowa – całokształt praktyk związanych z polityką językową, które mają na celu popularyzację danego języka lub odmiany językowej wśród określonej grupy docelowej, przeważnie pewnej grupy etnicznej. Celem rewitalizacji może być wzmocnienie zagrożonego języka, a w szerszym rozumieniu również ożywienie języka, który stracił swoich użytkowników. Projekty rewitalizacyjne obejmują sporządzenie dokumentacji językowej, określenie statusu języka, wyznaczenie celów do osiągnięcia, opracowanie programu nauczania, stworzenie warunków dla użycia języka oraz ewentualnie promowanie go za pośrednictwem mediów, administracji i innych kanałów. Kluczowy dla tych starań jest udział przedstawicieli danej społeczności i użytkowników języka poddawanego rewitalizacji.
Rewitalizacja językowa zabiega o to, aby najmłodsze pokolenie miało szansę nabyć kompetencję w danym języku za pośrednictwem systemu szkolnictwa, dzięki programom edukacyjnym lub w samym domu rodzinnym. Jednocześnie chodzi o wzmocnienie pozycji rewitalizowanego języka jako środka codziennej komunikacji, wprowadzenie go do sfery swobodnych rozmów, a nawet do kontaktów oficjalnych, publicznych i naukowych. Rewitalizacja często wiąże się ze standaryzacją języka, wskutek czego dochodzi do wypromowania pewnej odmiany standardowej, nierzadko kosztem odmian lokalnych. W drodze planowania językowego dąży się także do stworzenia ortografii oraz jej wprowadzenia do podręczników i innych materiałów dydaktycznych.
Celem rewitalizacji nie jest wyłącznie rozpropagowanie lub ożywienie danego języka, lecz także utrzymanie jego związku z rodzimą kulturą. Liczne programy rewitalizacyjne skupiają się na nauczaniu języka etnicznego w kontekście kultury tradycyjnej, dzięki czemu może on służyć podkreśleniu odrębności kulturowej danej społeczności. Istotne jest odpowiednie udokumentowanie wiedzy, praktyk kulturowych i tradycji oralnych związanych ze społecznością językową. Rewitalizacja języków to nie tylko kwestia ochrony dziedzictwa kulturowego; zachowanie różnorodności językowej jest bowiem cenne z perspektywy badawczej, stanowiąc wsparcie dla postępu naukowego.
Rewitalizacja językowa nie zawsze przynosi oczekiwane skutki. Wprowadzenie pisma i podręczników językowych może sprawić, że rodzice przestaną przekazywać swój język dzieciom, wychodząc z założenia, że te nauczą się go z materiałów pisanych. Z kolei inne społeczności odrzucają projekty ortografii, np. z obawy przed nasileniem wpływów kultury zachodniej i utratą tradycyjnych funkcji języka. Niekiedy próby standaryzacji języków mniejszościowych mogą prowadzić do alienacji części społeczności, np. w przypadku prowadzenia polityki puryzmu, skierowanej na rugowanie zapożyczeń z języka dominującego, lub promowania standardu czerpiącego z tradycji literackiej, bez akceptacji realnego zróżnicowania odmian lokalnych. Czasem purystyczne postawy językowe sprawiają, że młodsze grupy wiekowe rezygnują z używania języka ojczystego, obawiając się krytycznej oceny mieszania kodów. Działania na rzecz standaryzacji języka niekoniecznie kończą się powodzeniem, np. gdy promowany jest wybrany dialekt prestiżowy, na niekorzyść innych odmian języka, lub gdy ponaddialektalny standard nie spotyka się z szerszą akceptacją, jako twór oderwany od zwyczajów komunikacyjnych społeczności językowej. Podobnie nie wszędzie przyjmują się ustandaryzowane reguły pisowni lub rozpowszechnienie jednolitej normy ortograficznej okazuje się stosunkowo trudne; bywa, że w społeczności funkcjonują równolegle różne sposoby zapisu języka.